# 阮楼乡
阮楼乡是中华人民共和国河南省商丘市睢县的一个已经不存在的乡级行政区，位于县城东郊，2005年与城隍乡合并为城郊乡。

## 历史
1974年析城关、尤吉屯、董店、周堂成立东郊公社，1981年更名为阮楼公社，1984年改现名，2005年撤销。

## 行政区划
2005年被合并前，阮楼乡辖18个行政村：
平楼、三里庄、阮楼、袁庄、蒋坟、刘楼、叶吉屯、徐大楼、魏堤口、余庄、大林店、董庄、保庙、汤庙、十里铺、郭庄、赵小庄、田楼。